# Olympische Sommerspiele 1996/Teilnehmer (Kap Verde)
| Gelbes Symbol für Goldmedaillen mit stilisierten Olympischen Ringen | Graues Symbol für Silbermedaillen mit stilisierten Olympischen Ringen | Braundes Symbol für Bronzemedaillen mit stilisierten Olympischen Ringen |
| ------------------------------------------------------------------- | --------------------------------------------------------------------- | ----------------------------------------------------------------------- |
| —                                                                   | —                                                                     | —                                                                       |

Kap Verde nahm bei den Olympischen Sommerspielen 1996 in der US-amerikanischen Metropole Atlanta mit vier Sportlern, einer Frau und drei Männern, in drei Wettbewerben in einer Sportart teil.
Es war die erste Teilnahme des afrikanischen Staates bei Olympischen Sommerspielen.

## Flaggenträger
Manuel Jesús Rodrigues trug die Flagge von Kap Verde während der Eröffnungsfeier am 19. Juli im Centennial Olympic Stadium.

## Teilnehmer nach Sportart

### Leichtathletik
- Alfayaya Embalo
Männer, 110 m Hürden: nicht angetreten
- Henry Andrade
Männer, 110 m Hürden: in der 1. Runde ausgeschieden (dnf)
- António Carlos Piña
Männer, Marathon: 94. Platz (2:34:13 h)
- Isménia do Frederico
Frauen, 100 m: in der 1. Runde ausgeschieden (13,03 s)